# Thalestris rhodymeniae
Thalestris rhodymeniae is een eenoogkreeftjessoort uit de familie van de Thalestridae. De wetenschappelijke naam van de soort is voor het eerst geldig gepubliceerd in 1894 door Brady.